# Micro-région d'Oroszlány
La micro-région d'Oroszlány (en hongrois : oroszlányi kistérség) est une micro-région statistique hongroise rassemblant plusieurs localités autour de Oroszlány.